# L'ammiratore segreto (film 1985)
L'ammiratore segreto (Secret Admirer) è un film del 1985, scritto e diretto da David Greenwalt

## Trama
Toni, una ragazza che frequenta il liceo, è segretamente innamorata del suo amico Michael. Decide quindi di scrivergli una lettera anonima dove gli confessa i suoi sentimenti ma il ragazzo spera ardentemente che la lettera sia di Deborah, la ragazza più bella e corteggiata della scuola ma un po' superficiale, per cui ha una cotta. Michael si confida proprio con Toni e lei, nonostante la gelosia, decide di aiutarlo a conquistarla suggerendogli di scrivere anche lui delle lettere d'amore, che provvederà lei stessa a consegnare. Una volta ricevute però, decide di leggerle, accorgendosi che Michael è un pessimo scrittore: per questo decide di riscriverle ogni volta e le consegna poi a Debbie. Quest'ultima, nonostante abbia una storia con un ragazzo più grande molto geloso, rimane molto colpita dalle parole scritte da Toni, pensando che siano invece state scritte da Michael, e per questo decide di uscire con lui. 
Durante i loro incontri Debbie decide di concedersi a Michael ma, piano piano, anziché essere entusiasta per aver realizzato il suo sogno, Michael si rende conto che Debbie è una ragazza piuttosto superficiale e capricciosa, con cui riesce a fatica a parlare di argomenti più seri, al contrario di quanto fa invece sempre con la sua amica Toni. Nel frattempo anche i rispettivi genitori di Michael e Debbie vengono coinvolti nell'equivoco delle lettere: Debbie, sorpresa dal fidanzato mentre ne stava leggendo una, la nasconde nella borsetta della madre. Suo padre la trova, pensando che la moglie abbia un'amante. Anche la madre di Michael trova la prima lettera che lui aveva ricevuto da Toni in un libro del marito, pensando che lui la tradisca proprio con la madre di Debbie, insegnante di un corso serale che lui sta seguendo: i due decidono così di seguire insieme quelli che credono i rispettivi consorti, scoprendo poi però che si tratta dei rispettivi figli, Michael e Debbie. 
Una volta chiarito l'equivoco, anche la storia tra Michael e Debbie si conclude poiché il ragazzo si rende conto di non essere veramente innamorato di lei: offesa per essere stata scaricata, Debbie lancia a Michael le lettere ricevute e solo in questo momento Michael si rende conto che non si tratta di lettere scritte da lui ma da un'altra persona: una volta a casa, le confronta con quella che aveva ricevuto, capendo così che l'autrice non può essere altro che Toni. Una volta realizzato che Toni lo ama e che anche lui è innamorato di lei, corre a casa sua per dirglielo ma apprende che la ragazza sta per prendere una nave, in partenza per una vacanza studio dove rimarrà per alcuni mesi: corre così al porto ma scopre che la nave è già salpata. Riesce però a scorgere Toni sul pontile e le grida il suo amore, dicendole anche che ora sa che è lei l'autrice di tutte le lettere. Anche Toni confessa a Michael palesemente il suo amore, dicendogli però che è troppo tardi: non dandosi per vinto, Michael si butta in mare tentando di raggiungerla ma la nave sembra ormai troppo lontana. Colpita dal gesto e convinta ora dell'amore di Michael, anche Toni si butta in mare e i due si raggiungono in acqua, riuscendo finalmente a baciarsi.